# بنياب (درميان)
بنیاب (بالفارسية: بنیاب) هي مستوطنة تقع في إيران في قسم درمیان الريفي. يقدر عدد سكانها بـ 211 نسمة بحسب إحصاء 2016.